# エリー1世 (メーヌ伯)
エリー1世・デュ・メーヌ（Élie Ier du Maine, ? - 1110年7月11日）は、メーヌ伯（在位：1093年 - 1110年）。 
名は他にエリー1世・ド・ラ＝フレーシュもしくはド・ボージャンシー（Élie IerあるいはHélie Ier de la Flècheもしくはde Beaugency）ともされる。 

## 生い立ち
ボージャンシー卿ランセリン1世の次男ラ・フレーシュ卿ジャン・ド・ボージャンシー（フランス語版）とその妻ポーラ・デュ・メーヌの三男であったとされる。両親の子女はエリーを含め7人おり、ゴワベールとエノシュという２人の兄がいたが、戦闘への参戦後に双方修道僧となり、他4人の弟ジョフロワ、ランセリン、ミリオン、ギヨームがいたとされるが、成人を迎えずに死去し、エリーが父の相続人となった。 
エリーは母を通じ、当時より2代前のメーヌ伯エルベール1世の孫に当たるため、当時競争率の激しかったメーヌ伯領統治権を主張した。

## メーヌ伯
エリーは父よりラ・フレーシュ卿位を相続し、アンジュー伯フルク4世の家臣となり、ノルマンディー公ロベール2世に対抗していた。 
1089年にバロン（フランス語版）城を占領し、1090年にノルマンディー側に味方したル・マン司教を捕虜とした。 
1093年、エリーは従兄に当たる先代のメーヌ伯ユーグ5世からメーヌ伯領の統治権を1万シリングで買い取ったことによりメーヌ伯となった際、君主フルク4世の支援でノルマンディー公ロベール2世に対し、自らがメーヌ伯であることを主張できた。ノルマンディー公との戦闘を続けたため、ロベールの実弟ギヨームによる攻撃を撃退しなければならなかった。 
ギヨームはイングランド王ウィリアム2世として戴冠し、その後1098年にエリーはギヨームの家臣シュールズベリー伯ロバート・オブ・ベレームに捕らえられ、ルーアンに連行されたと同時にギヨームによりル・マンにて鎮圧された。 
エリーは解放された後、ラ・フレーシュに退き、盟友アンジュー伯ジョフロワ4世と共にギヨームと再戦したが、3か月の包囲の後、結局エリーが死去する1110年までル・マンを奪還することは叶わなかった。 
1001年、エリーはノルマンディー公ロベール2世が第1回十字軍遠征でフランスを発った隙にノルマンディー公の摂政をしていたギヨームと和平を結んだ。 
1100年、ウィリアム2世が狩猟場にて崩御した後は、ウィリアムの弟アンリが即位しヘンリー1世となった。 
しかし1106年、ヘンリーの長兄ノルマンディー公ロベール2世が後からイングランド王位を主張してきたため、タンシュブレーの戦いが起きたが、結果的にイングランド王ヘンリー1世がロベール2世に勝利し、ノルマンディ公国君主となり得たのは、戦いにエリーが介入した功績によるものと言える。 
エリーは初婚でシャトー・デュ＝ロワール卿ジェルヴェの娘マティルドと結婚し一人娘をもうけている。 
- エランブルジュ （? - 1126年）- エリーの次代メーヌ女伯。1110年にアンジュー伯フルク5世と結婚した。後のアンジュー伯ジョフロワ5世・プランタジュネの母。ジョフロワ5世はイングランド王ヘンリー2世の父親にあたる。

マティルドと死別した後にアキテーヌ公・ポワティエ伯ギヨーム8世の娘で、カスティーリャ王アルフォンソ6世未亡人ベアトリス・ド・ポワティエと1109年に再婚したが、ベアトリスとはその翌年死別した。 
その同年1110年7月11日にエリーも死去し、ル・マンのノートルダム・ド・ラ・クチュール教会の聖歌隊席に埋葬された。